# Atmel
Atmel Corporation (Advanced Technology for MEmory and Logic) — американская компания производитель полупроводниковых электронных компонентов, существовавшая с 1984 по 2016 годы. Занималась производством микроконтроллеров (MCS-51, ARM, AVR, AVR32), также разрабатывала и производила небольшие модули энергонезависимой памяти для электронных изделий, ПЛИС, цифровые микросхемы-радиоприёмники и передатчики, сканеры отпечатков пальцев. Также выпускала системы на кристалле, объединяющие несколько затребованных компонентов. Продукция Atmel широко применяется в компьютерных сетях, промышленности, медицине, связи, автомобилях, космосе, военных устройствах, а также кредитных картах.
Президентом и генеральным директором корпорации являлся Стивен Лауб.
В 2016 году компания была поглощена одним из своих конкурентов — Microchip Technology, который продолжает выпускать часть продукции Atmel.

## Продукция
Первый микроконтроллер Atmel появился в 1993 году и был основан на классическом микроконтроллерном ядре Intel 8051.
Продукция Atmel включает микроконтроллеры MCS-51, AT91SAM и AT91CAP (основаны на ядре ARM), микроконтроллеры на их собственных ядрах Atmel AVR и AVR32, радиочастотные (RF) устройства, микросхемы памяти типов EEPROM и флеш (включая память, основанную на DataFlash), и некоторое количество других продуктов этой же отрасли.
Atmel поставляет свои устройства как стандартные, полностью укомплектованные. В некоторых случаях Atmel может предложить SoC-решения.
- Микроконтроллер Atmel ATMEGA32
- Микроконтроллер Atmel AT90S2333

## Слияние Microchip и Atmel
В годы кризиса в 2008 году Microchip предложила Atmel объединиться. Но компании так и не смогли договориться.
- 2 октября 2008 года фирмы Microchip и ON Semiconductor сделали публичное предложение о покупке Atmel[1].
- 29 октября 2008 года компания Atmel отклонила предложение компаний Microchip и ON Semiconductor[2][3].
- 13 ноября 2008 года фирмы Microchip и ON Semiconductor объявили о начале недружественного поглощения Atmel[4].
- 18 ноября 2008 года фирмы Microchip и ON Semiconductor отказались от недружественного поглощения Atmel[5].

20 сентября 2015 года Dialog Semiconductor заявляет о намерении купить Atmel.
В январе 2016 года фирма Microchip покупает Atmel за 3,56 млрд долларов, Atmel выплачивает неустойку компании Dialog Semiconductor в размере 137,3 млн долларов.
Основные конкуренты Atmel (до слияния с Microchip):
- Microchip Technology,
- STMicroelectronics,
- Texas Instruments,
- NXP,
- Freescale,
- Analog Devices.